# Враницкий, Василий Иванович
Василий Иванович Враницкий (1785 или 1786 — 2 (14) декабря 1832) — полковник квартирмейстерской части, декабрист. Участник Отечественной войны 1812 года.

## Биография
Родился в 1785 или 1786 годах. Отец — Ян (Иоганн) Враницкий, небогатый пражский пивовар, мать — Анна (урожденная Чайкова). В формулярном списке показан по происхождению дворянином — «из дворян Богемского королевства города Праги». С 1793 по 1797 год воспитывался в пражской гимназии у монахов-пиаристов. В службу вступил в австрийской армии, в 1803—1804 годах учился в артиллерийской офицерской школе в Праге; в 1804—1805 годах — офицер 28 пехотного полка, вышел в отставку в мае 1805 года. 
В русскую службу вступил прапорщиком в Севский пехотный полк в Пруссии во время русско-французской войны в декабре 1806 года. С 7 ноября 1808 года — подпоручик. Участвовал в войне со Швецией и за отличие получил чин поручика и награждён орденом Св. Анны 4-й степени. Был переведён в квартирмейстерскую часть 2 июля 1812 года. Был участником Отечественной войны 1812 года и заграничных походов; 20 февраля 1814 года за отличие был произведён в капитаны; был награждён орденами Св. Владимира 4-й степени и Св. Анны 2-й степени и золотой шпагой «За храбрость», прусским орденом Pour le Mérite. 
С 1816 по март 1819 год состоял при 1-й гусарской дивизии; затем был назначен исправлять должность оберквартирмейстера при 4-м резервном кавалерийском корпусе (утверждён в звании — 02.11.1820). В 1822 году, с 19 января — оберквартирмейстер 3-го пехотного корпуса, со 2 апреля — полковник.
Член Южного общества с 1824 года. Знал цель тайного общества. Приказ об аресте от 5 января 1826 года; был арестован в Житомире и, доставлен в Петербург на главную гауптвахту 18 января, 7 февраля был переведён в Петропавловскую крепость. 
Осужден по VIII разряду и по конфирмации 10 июля 1826 года был лишён чинов и дворянства, приговорён к ссылке на поселение вечно. Отправлен в Пелым Тобольской губернии. Срок ссылки сокращен до 20 лет — 22 августа 1826 года. В 1830 году в связи с душевной болезнью его было разрешено перевести в Ялуторовск. Испытывал крайние материальные трудности, но отказался от помощи графа П. И. Мошинского, который обратился в июле 1830 года с просьбой к Бенкендорфу о разрешении его жене, графине Мошинской, доставлять Враницкому ежегодно по 1 тыс. рублей и такую же сумму высылать его отцу, который жил в Праге. 
Умер 2 (14) декабря 1832 года в Тюменской области (могила не сохранилась). На старом кладбище (ныне парк Победы) в Ялуторовске ему был установлен памятник.

## Награды
- Орден Святой Анны 4-й степени (1809)
- Орден Святой Анны 2-й степени.
- Орден святого Владимира 4-й степени.
- Золотая шпага за храбрость.